# Ait Sedrate Jbel El Oulia
Ait Sedrate Jbel El Oulia (àrab آيت سدرات الجبل العليا) és una comuna rural de la província de Tinghir de la regió de Drâa-Tafilalet. Segons el cens de 2014 tenia una població total de 5.031 persones.